# Oligotylus merinoi
Oligotylus merinoi är en insektsart som först beskrevs av Knight 1968.  Oligotylus merinoi ingår i släktet Oligotylus och familjen ängsskinnbaggar. Inga underarter finns listade i Catalogue of Life.